# 国立北京工业大学
国立北京工业大学是存在于1922年至1928年之间的一所大学。
该校前身是创建于1904年的北京高等实业学堂。北京高等实业学堂于1912年改为高等工业学校，后又改为北京工业专门学校。1922年，该校改名为国立北京工业大学。1928年，该校并入北平大学，为北平大学工学院。